# 萊米希斯巴赫河

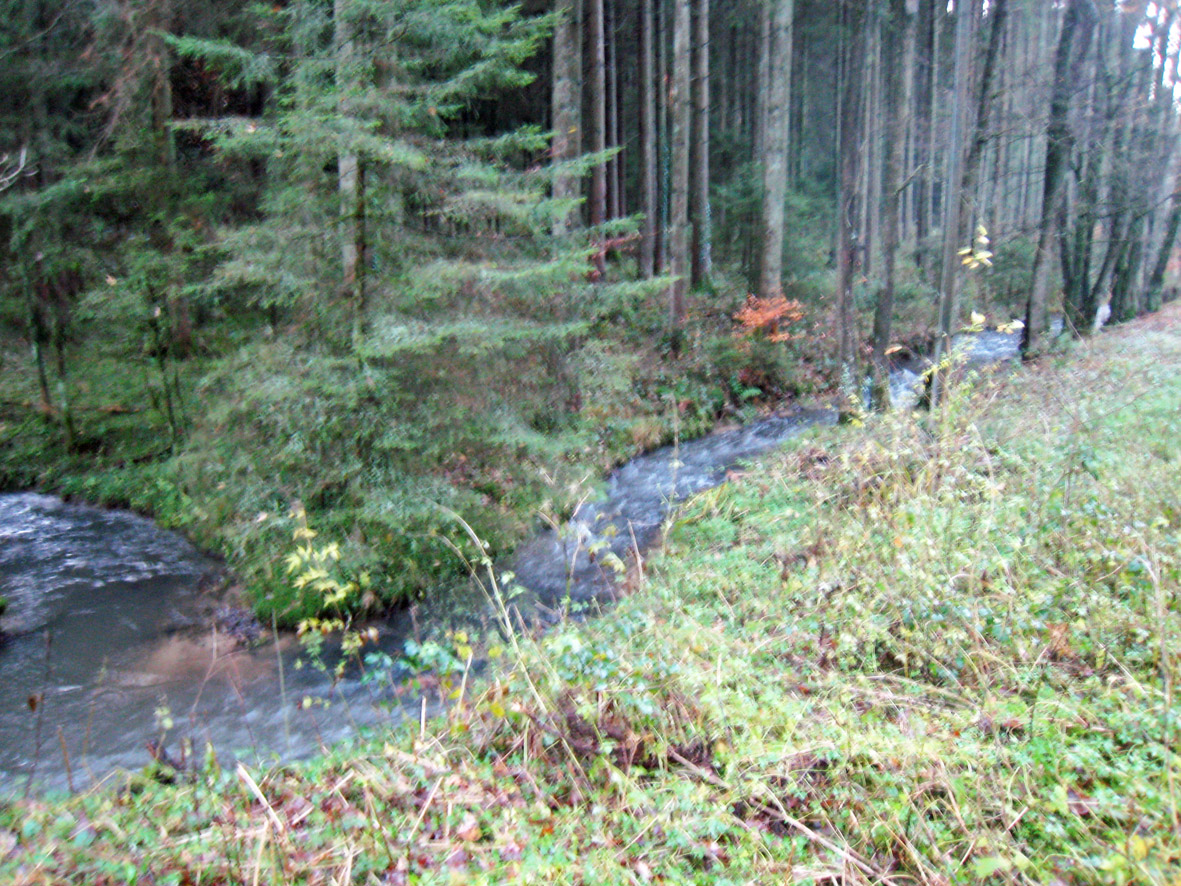

50°57′13″N 7°18′37″E / 50.953645°N 7.310325°E
萊米希斯巴赫河（德語：Lehmichsbach），是德國的河流，位於該國西部，處於北萊茵-威斯特法倫州，屬於阿格河的右支流，河道全長3.8公里，流域面積3.2平方公里。